# Brijesnica Mala
Brijesnica Mala – wieś w Bośni i Hercegowinie, w Federacji Bośni i Hercegowiny, w kantonie tuzlańskim, w gminie Doboj Istok. W 2013 roku liczyła 1764 mieszkańców, z czego większość stanowili Boszniacy.